# Torre Aura Altitude
La Torre Aura Altitude es un rascacielos ubicado en el municipio de Zapopan dentro de la Zona Metropolitana de Guadalajara, en Avenida Paseo Virreyes #250 , Plaza Corporativa Zapopan, actualmente es el tercer edificio más alto de la ciudad, superado por el Hotel Riu Guadalajara Plaza y el Hyatt Regency Andares, y es el décimo sexto más alto en México, tiene un uso residencial y su altura es de 171 metros con 42 pisos.

## La forma
- Su altura es de 171 metros y tiene 43 pisos.
- Tiene 5 elevadores (ascensores) de alta velocidad que se mueven a una velocidad de 6.3 metros por segundo.
- Cuenta 5 niveles de estacionamiento subterráneo.

## Detalles importantes
- Es una construcción residencial en la ciudad de Zapopan, Jalisco en México.

- Dicha torre es por el momento la séptima más alta del país y la segunda más alta en la Zona metropolitana de la ciudad de Guadalajara.

- El área total del rascacielos es de: 28,200 m².

- Cuenta con 37 departamentos de lujo.

- La altura de piso a techo es de 3.5 m.

- Es considerado un edificio inteligente, debido a que el sistema de luz es controlado por un sistema llamado B3 al igual que Torre Guggenheim Guadalajara.

- Los materiales que se usaron para su construcción fueron: concreto armado y vidrio en la mayor parte de su estructura.

## Edificio inteligente
La Torre Aura Altitude está administrada por el Building Management System (BMS), un sistema inteligente que controla todas las instalaciones y equipos de forma armónica y eficiente para proteger la vida humana de los inquilinos. A este sistema están integrados los sistemas: eléctrico, hidro-sanitario, de elevadores y protección contra incendio y tiene la capacidad de controlar la iluminación del edificio.
El edificio cuenta con una manejadora de aire automática en cada nivel para surtir.
El edificio cuenta con los siguientes sistemas:
- Sistema de Generación y distribución de agua helada ahorrador de energía.
- Sistema de Volumen Variable de Aire (Unidades manejadoras de aire y preparaciones de ductos de alta velocidad en cada nivel de oficinas).
- Sistema de Extracción Sanitarios Generales en cada nivel de oficinas.
- Sistema de ventilación Mecánica de aire automático en estacionamientos,
- Sistema de Extracción Mecánica Cuarto de basura.
- Sistema de Acondicionamiento de Aire automático tipo Mini-Split para cuarto de control, administración, venta y sala de juntas.
- Es considerado un edificio inteligente, debido a que el sistema de luz es controlado por un sistema llamado B3, al igual que el de Torre Mayor, Torre Ejecutiva Pemex, World Trade Center México, Torre Altus, Arcos Bosques, Arcos Bosques Corporativo, Torre Latinoamericana, Edificio Reforma 222 Torre 1, Haus Santa Fe, Edificio Reforma Avantel, Residencial del Bosque 1, Residencial del Bosque 2, Reforma 222 Centro Financiero, Torre HSBC, Panorama Santa fe, City Santa Fe Torre Amsterdam, Santa Fe Pads, St. Regis Hotel & Residences, Torre Lomas.

### Sistema de detección de incendios
La torre cuenta con sistemas de detección y extinción automáticos de incendios. Todas las áreas comunes, incluyendo los sótanos de estacionamiento, cuentan con sistema de rociadores y de detectores de humo conectados al sistema central inteligente del edificio. Además, como complemento del sistema se instalaron gabinetes con manguera, con un extintor de polvo químico seco tipo ABC de 6 kg. 

### Sistema de extracción de humos
En el cuarto se instalaron:
- Una bomba Jockey para mantener la presión.
- Una bomba con motor eléctrico para el servicio norma.
- Una bomba con motor de combustión interna para el servicio de emergencia.

- Todos los tableros y accesorios para el funcionamiento de los equipos contra incendio son totalmente automáticos y son conectados al sistema inteligente de la torre.

## Datos clave
- Altura- 171.5 metros.
- Área Total- 28,200 metros cuadrados.
- Pisos- 5 niveles subterráneos de estacionamiento y 44 pisos.
- Estructura de concreto armado con:
  - 21,000 metros cúbicos de concreto
  - 16,000 toneladas de acero estructural y de refuerzo
  - 12 amortiguadores sísmicos.
- Condición: 	En uso
- Rango: 	
  - En México: 7º lugar, 2011: 18º lugar
  - En Zapopan: 1º lugar
  - En el Área Metropolitana de Guadalajara: 2º lugar
  - En Latinoamérica: 17º lugar